# Mark Bryant
Mark Craig Bryant (Glen Ridge, Nueva Jersey; 25 de abril de 1965)  es un exjugador de baloncesto estadounidense que jugó durante 15 temporadas en 10 equipos diferentes de la NBA. Con 2,05 metros de altura, lo hacía en la posición de ala-pívot. En la actualidad es entrenador asistente de los New York Knicks.

## Trayectoria deportiva

### Universidad
Jugó durante cuatro temporadas con los Pirates de la Universidad Seton Hall, en las que promedió 16,2 puntos y 7,7 rebotes por partido. En su última campaña como universitario fue incluido en el mejor quinteto de la Big East Conference tras promediar 20,5 puntos y 9,1 rebotes.

### Profesional
Fue elegido en la vigésimo primera posición del Draft de la NBA de 1988 por Portland Trail Blazers, donde jugó 6 temporadas, encargado principalmente de dar minutos de descanso al ala-pívot titular Buck Williams. En ellas consiguió llegar en dos ocasiones a las Finales de la NBA, en 1990 y en 1992.
Tras acabar contrato, se convierte en agente libre, fichando por Houston Rockets, donde jugó una temporada antes de formar parte del paquete de jugadores que su equipo enviaría a Phoenix Suns a cambio de Charles Barkley. Además de él, fueron traspasados también Robert Horry, Sam Cassell y Chucky Brown. Su primer año con los Suns fue el mejor de su carrera, al acabar promediando 9,3 puntos y 5,2 rebotes por partido.
Tras dos temporadas en Arizona, en 1998 es traspasado, junto con Martin Müürsepp y Bubba Wells a Chicago Bulls, a cambio de Luc Longley. Al término de su contrato por un año, firma como agente libre por dos temporadas y 4,2 millones de dólares por Cleveland Cavaliers, donde tan sólo juega una temporada antes de ser cortado. Inicia en ese momento un carrusel de cambios de erquipo, que le llevará a jugar con más o menos fortuna a Dallas Mavericks, San Antonio Spurs, Philadelphia 76ers, Denver Nuggets y Boston Celtics, equipo al que llega a cambio de Shammond Williams, pero donde únicamente juega dos partidos antes de retirarse definitivamente con 37 años. En el total de su carrera promedió 5,4 puntos y 3,8 rebotes por partido.

## Estadísticas de su carrera en la NBA

### Temporada regular
| Temp.   | Edad | Equipo       | Liga | P   | TIT | MIN  | TC  | TCA | %TC  | 3P  | 3PA | %3P  | TL  | TLA | %TL   | R.OF. | R.DEF. | REB | ASIS | ROB | TAP | PER | FP  | PTS |
| 1988-89 | 23   | Portland     | NBA  | 56  | 32  | 14.3 | 2.1 | 4.4 | .486 | 0.0 | 0.0 |      | 0.7 | 1.2 | .580  | 1.2   | 2.0    | 3.2 | 0.6  | 0.4 | 0.1 | 0.7 | 2.6 | 5.0 |
| 1989-90 | 24   | Portland     | NBA  | 58  | 0   | 9.7  | 1.2 | 2.6 | .458 | 0.0 | 0.0 |      | 0.5 | 0.9 | .560  | 0.9   | 1.6    | 2.5 | 0.2  | 0.3 | 0.2 | 0.4 | 1.6 | 2.9 |
| 1990-91 | 25   | Portland     | NBA  | 53  | 0   | 14.7 | 1.9 | 3.8 | .488 | 0.0 | 0.0 | .000 | 1.4 | 1.9 | .733  | 1.2   | 2.4    | 3.6 | 0.5  | 0.3 | 0.2 | 0.6 | 2.3 | 5.1 |
| 1991-92 | 26   | Portland     | NBA  | 56  | 0   | 14.3 | 1.7 | 3.5 | .480 | 0.0 | 0.1 | .000 | 0.7 | 1.1 | .667  | 1.6   | 2.0    | 3.6 | 0.7  | 0.5 | 0.1 | 0.5 | 1.9 | 4.1 |
| 1992-93 | 27   | Portland     | NBA  | 80  | 24  | 17.5 | 2.3 | 4.6 | .503 | 0.0 | 0.0 | .000 | 1.3 | 1.9 | .703  | 1.7   | 2.4    | 4.1 | 0.5  | 0.5 | 0.3 | 0.8 | 2.8 | 6.0 |
| 1993-94 | 28   | Portland     | NBA  | 79  | 10  | 18.2 | 2.3 | 4.9 | .482 | 0.0 | 0.0 | .000 | 0.9 | 1.3 | .692  | 1.5   | 2.5    | 4.0 | 0.5  | 0.4 | 0.4 | 0.8 | 2.4 | 5.6 |
| 1994-95 | 29   | Portland     | NBA  | 49  | 0   | 13.4 | 2.1 | 3.9 | .526 | 0.0 | 0.0 | .500 | 0.8 | 1.3 | .651  | 1.1   | 2.2    | 3.3 | 0.6  | 0.4 | 0.3 | 0.8 | 2.2 | 5.0 |
| 1995-96 | 30   | Houston      | NBA  | 71  | 9   | 22.4 | 3.4 | 6.3 | .543 | 0.0 | 0.0 | .000 | 1.8 | 2.5 | .718  | 1.8   | 3.1    | 4.9 | 0.7  | 0.4 | 0.3 | 1.2 | 3.3 | 8.6 |
| 1996-97 | 31   | Phoenix      | NBA  | 41  | 18  | 24.8 | 3.7 | 6.7 | .553 | 0.0 | 0.0 |      | 1.9 | 2.6 | .704  | 1.6   | 3.5    | 5.2 | 1.1  | 0.5 | 0.1 | 1.1 | 3.3 | 9.3 |
| 1997-98 | 32   | Phoenix      | NBA  | 70  | 22  | 15.9 | 1.6 | 3.2 | .484 | 0.0 | 0.0 | .000 | 1.0 | 1.4 | .768  | 1.3   | 2.2    | 3.5 | 0.7  | 0.5 | 0.2 | 0.8 | 2.6 | 4.2 |
| 1998-99 | 33   | Chicago      | NBA  | 45  | 29  | 26.8 | 3.7 | 7.7 | .483 | 0.0 | 0.0 | .000 | 1.6 | 2.4 | .645  | 2.0   | 3.1    | 5.2 | 1.1  | 0.8 | 0.4 | 1.5 | 3.3 | 9.0 |
| 1999-00 | 34   | Cleveland    | NBA  | 75  | 50  | 22.8 | 2.3 | 4.6 | .503 | 0.0 | 0.0 |      | 1.0 | 1.3 | .809  | 1.7   | 3.0    | 4.7 | 0.8  | 0.4 | 0.4 | 1.2 | 3.3 | 5.7 |
| 2000-01 | 35   | Dallas       | NBA  | 18  | 1   | 5.6  | 0.4 | 1.1 | .400 | 0.0 | 0.0 |      | 0.2 | 0.3 | .600  | 0.2   | 0.9    | 1.2 | 0.2  | 0.1 | 0.1 | 0.3 | 1.6 | 1.1 |
| 2001-02 | 36   | S.Antonio    | NBA  | 30  | 3   | 6.9  | 0.8 | 1.8 | .455 | 0.0 | 0.0 |      | 0.2 | 0.3 | .750  | 0.8   | 0.6    | 1.5 | 0.3  | 0.2 | 0.1 | 0.2 | 1.3 | 1.9 |
| 2002-03 | 37   | TOTAL        | NBA  | 16  | 0   | 6.3  | 0.3 | 1.2 | .263 | 0.0 | 0.0 |      | 0.2 | 0.3 | .750  | 0.5   | 0.8    | 1.3 | 0.3  | 0.1 | 0.1 | 0.4 | 1.1 | 0.8 |
| 2002-03 | 37   | Philadelphia | NBA  | 11  | 0   | 7.0  | 0.5 | 1.5 | .294 | 0.0 | 0.0 |      | 0.2 | 0.2 | 1.000 | 0.6   | 0.8    | 1.5 | 0.1  | 0.1 | 0.1 | 0.5 | 1.1 | 1.1 |
| 2002-03 | 37   | Denver       | NBA  | 3   | 0   | 4.7  | 0.0 | 0.3 | .000 | 0.0 | 0.0 |      | 0.3 | 0.7 | .500  | 0.3   | 0.3    | 0.7 | 0.7  | 0.0 | 0.0 | 0.7 | 1.3 | 0.3 |
| 2002-03 | 37   | Boston       | NBA  | 2   | 0   | 4.5  | 0.0 | 0.5 | .000 | 0.0 | 0.0 |      | 0.0 | 0.0 |       | 0.0   | 1.0    | 1.0 | 0.5  | 0.0 | 0.0 | 0.0 | 1.0 | 0.0 |
| Total   |      |              | NBA  | 797 | 198 | 16.9 | 2.2 | 4.4 | .500 | 0.0 | 0.0 | .083 | 1.0 | 1.5 | .697  | 1.4   | 2.3    | 3.8 | 0.6  | 0.4 | 0.2 | 0.8 | 2.5 | 5.4 |

### Playoffs
| Temp.   | Edad | Equipo    | Liga | P  | MIN | TCA | TC  | 3PA | 3P | TLA | TL | R.OF. | REB | ASIS | ROB | TAP | PER | FP  | PTS | %TC  | %3P  | %FT   | MIN  | PTS  | REB | AST |
| 1989-90 | 24   | Portland  | NBA  | 13 | 160 | 18  | 33  | 0   | 0  | 6   | 8  | 9     | 29  | 3    | 3   | 2   | 12  | 27  | 42  | .545 |      | .750  | 12.3 | 3.2  | 2.2 | 0.2 |
| 1990-91 | 25   | Portland  | NBA  | 14 | 137 | 10  | 22  | 0   | 0  | 14  | 16 | 14    | 32  | 2    | 2   | 1   | 4   | 25  | 34  | .455 |      | .875  | 9.8  | 2.4  | 2.3 | 0.1 |
| 1991-92 | 26   | Portland  | NBA  | 12 | 116 | 10  | 29  | 0   | 0  | 3   | 4  | 11    | 29  | 1    | 3   | 0   | 9   | 22  | 23  | .345 |      | .750  | 9.7  | 1.9  | 2.4 | 0.1 |
| 1992-93 | 27   | Portland  | NBA  | 4  | 83  | 17  | 37  | 0   | 0  | 5   | 5  | 10    | 18  | 0    | 0   | 3   | 6   | 14  | 39  | .459 |      | 1.000 | 20.8 | 9.8  | 4.5 | 0.0 |
| 1993-94 | 28   | Portland  | NBA  | 4  | 64  | 5   | 17  | 0   | 2  | 0   | 0  | 6     | 12  | 2    | 2   | 2   | 3   | 7   | 10  | .294 | .000 |       | 16.0 | 2.5  | 3.0 | 0.5 |
| 1994-95 | 29   | Portland  | NBA  | 2  | 6   | 1   | 2   | 0   | 0  | 0   | 2  | 1     | 2   | 0    | 0   | 0   | 0   | 1   | 2   | .500 |      | .000  | 3.0  | 1.0  | 1.0 | 0.0 |
| 1995-96 | 30   | Houston   | NBA  | 8  | 145 | 21  | 35  | 0   | 0  | 12  | 15 | 7     | 27  | 4    | 1   | 2   | 3   | 21  | 54  | .600 |      | .800  | 18.1 | 6.8  | 3.4 | 0.5 |
| 1996-97 | 31   | Phoenix   | NBA  | 4  | 36  | 4   | 10  | 0   | 0  | 3   | 3  | 1     | 4   | 0    | 0   | 0   | 2   | 4   | 11  | .400 |      | 1.000 | 9.0  | 2.8  | 1.0 | 0.0 |
| 1997-98 | 32   | Phoenix   | NBA  | 4  | 93  | 17  | 34  | 0   | 0  | 6   | 12 | 9     | 23  | 1    | 4   | 2   | 3   | 16  | 40  | .500 |      | .500  | 23.3 | 10.0 | 5.8 | 0.3 |
| 2000-01 | 35   | Dallas    | NBA  | 4  | 34  | 1   | 2   | 0   | 0  | 0   | 0  | 3     | 6   | 0    | 1   | 0   | 1   | 6   | 2   | .500 |      |       | 8.5  | 0.5  | 1.5 | 0.0 |
| 2001-02 | 36   | S.Antonio | NBA  | 9  | 91  | 9   | 20  | 0   | 0  | 3   | 6  | 8     | 12  | 1    | 1   | 2   | 1   | 14  | 21  | .450 |      | .500  | 10.1 | 2.3  | 1.3 | 0.1 |
| 2002-03 | 37   | Boston    | NBA  | 1  | 2   | 0   | 0   | 0   | 0  | 0   | 0  | 0     | 0   | 0    | 0   | 0   | 0   | 0   | 0   |      |      |       | 2.0  | 0.0  | 0.0 | 0.0 |
| Total   |      |           | NBA  | 79 | 967 | 113 | 241 | 0   | 2  | 52  | 71 | 79    | 194 | 14   | 17  | 14  | 44  | 157 | 278 | .469 | .000 | .732  | 12.2 | 3.5  | 2.5 | 0.2 |

## Vida posterior
En la temporada 2004-05 de la NBA fue contratado por Dallas Mavericks como miembro del equipo de desarrollo de jugadores de la franquicia, asumiendo las mismas funciones y las de entrenador asistente al año siguiente en Orlando Magic. En 2007 Bryant se convirtió por primera vez en entrenador asistente de los Seattle SuperSonics durante su última temporada oficial en la liga antes de que el equipo se mudara a Oklahoma City para convertirse en Oklahoma City Thunder. Bryant siguió siendo entrenador asistente de los Thunder hasta el final de la temporada 2018-19 de la NBA. Antes del comienzo de la temporada 2019-20 de la NBA, Bryant fue contratado como entrenador asistente por los Phoenix Suns, regresando a la franquicia donde jugó como jugador para unirse al personal del entrenador en jefe Monty Williams que, tras ser contratado en junio de 2023 como entrenador jefe de los Detroit Pistons, ha seguido contando con Bryant como parte de su staff técnico. 